# Evan Goldberg
Pour les articles homonymes, voir Goldberg.
Evan Goldberg né le 11 mai 1982 à Vancouver est un scénariste, producteur et réalisateur canadien. Il est surtout connu en tant que co-scénariste dans la plupart des films de son ami Seth Rogen depuis SuperGrave en 2007.

## Biographie
Il a étudié à la Point Grey Secondary School à Vancouver, puis à l'Université McGill à Montréal, avant de rejoindre l'équipe de Da Ali G Show avec son ami d'enfance Seth Rogen. Ces deux ont également collaboré sur les films En cloque, mode d'emploi, SuperGrave, Délire Express et C'est la fin.
Il est cofondateur de l'entreprise de cannabis légal Houseplant.

## Filmographie

### Comme scénariste et producteur
- 2004 : Da Ali G Show (série télévisée) (6 épisodes) (co-scénariste avec Seth Rogen)
- 2007 : Jay and Seth versus the Apocalypse (court métrage) de Jason Stone
- 2007 : SuperGrave (Superbad) de Greg Mottola (co-scénariste avec Seth Rogen)
- 2008 : Délire express (Pineapple Express) de David Gordon Green (co-scénariste avec Seth Rogen)
- 2009 : Les Simpson (The Simpson) (série télévisée) - épisode Super Homer
- 2010 : The Green Hornet de Michel Gondry (co-scénariste avec Seth Rogen)
- 2012 : Fight Games (Goon) de Michael Dowse (co-scénariste avec Jay Baruchel)
- 2013 : C'est la fin (This Is the End) (co-scénariste avec Seth Rogen)
- 2014 : L'Interview qui tue ! (The Interview) (co-scénariste avec Seth Rogen)
- 2015 : The Night Before de Jonathan Levine
- 2016 : Nos pires voisins 2 de Nicholas Stoller
- 2016 : Sausage Party de Conrad Vernon et Greg Tiernan (co-scénariste avec Seth Rogen, Kyle Hunter et Ariel Shaffir)
- 2016-2019 : Preacher (série télévisée, co-scénariste avec Seth Rogen et Sam Catlin)
- 2022 : The Boys présentent : Les Diaboliques (The Boys Presents: Diabolical) (série d'animation)
- 2023 : Ninja Turtles: Teenage Years (Teenage Mutant Ninja Turtles: Mutant Mayhem) de Jeff Rowe et Kyler Spears
- 2025 : The Studio (série télévisée)

### Comme producteur
- 2007 : En cloque, mode d'emploi (Knocked Up) de Judd Apatow
- 2009 : Funny People de Judd Apatow
- 2019 : Séduis-moi si tu peux ! (Long Shot) de Jonathan Levine
- 2019 : Good Boys de Gene Stupnitsky
- 2020 : American Pickle (An American Pickle) de Brandon Trost
- 2022 : Pam and Tommy (série télévisée)
- 2022 : The Boys présentent : Les Diaboliques (The Boys Presents: Diabolical) (série d'animation)
- 2023 : Ninja Turtles: Teenage Years (Teenage Mutant Ninja Turtles: Mutant Mayhem) de Jeff Rowe et Kyler Spears
- 2023 : Gen V (série télévisée)
- 2025 : The Studio (série télévisée)

### Comme réalisateur
- 2013 : C'est la fin (This Is the End) (avec Seth Rogen)
- 2014 : L'Interview qui tue ! (The Interview) (avec Seth Rogen)
- 2025 : The Studio (série télévisée)